# Die Alpen im Eiszeitalter

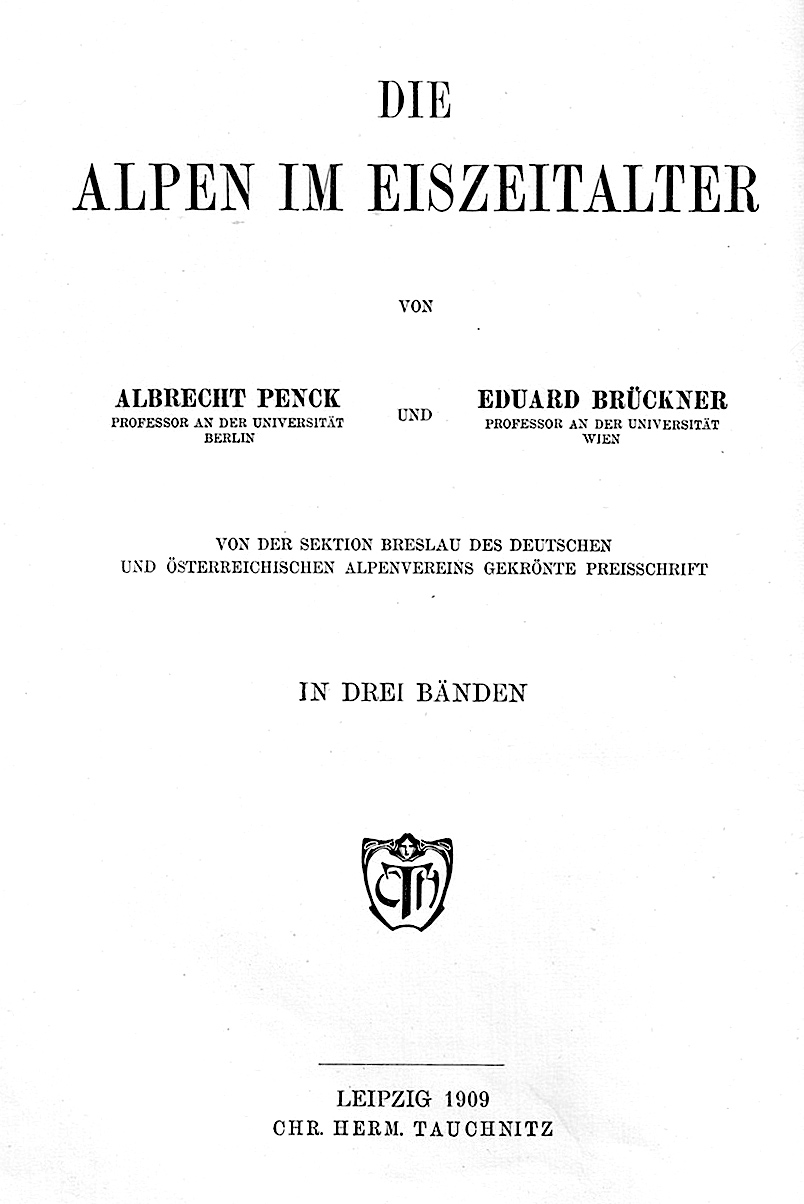
Die Alpen im Eiszeitalter

Die Alpen im Eiszeitalter ist ein zwischen den Jahren 1901 und 1909 von den beiden Geographen Albrecht Penck und Eduard Brückner herausgegebenes, dreibändiges Werk über die Glazialerscheinungen im Alpenraum. Es gilt als Standardwerk der Gletscherforschung, da Penck erstmals die mehrfache Vergletscherung der Alpen mit Geländebefunden nachwies.

## Entstehung & Umfang
Das Werk Die Alpen im Eiszeitalter ist im März 1887 aus einem Preisausschreiben der Sektion Breslau des Deutschen und Österreichischen Alpenvereins über die Vergletscherung der österreichischen Alpenländer hervorgegangen. Die Ausschreibung lautete wie folgt:

„Die Vergletscherung der österreichischen Alpenländer. Es wird erwartet, eine genaue durch Karten und Profile belegte Feststellung der Ausdehnung der diluvialen Eisströme und eine Untersuchung ihrer Wirkungen auf die Gestalt der Erdoberfläche mit besonderer Rücksicht auf die allgemeinen Probleme, welche gegenwärtig die Glacialgeologie beschäftigten.“

Penck, Brückner sowie August Böhm von Böhmersheim traten an die Bearbeitung dieser Aufgabe heran, wofür ihnen der ausgeschriebene Preis von 3000 Mark zuerkannt worden ist. Je mehr sie sich dem Thema der eiszeitlichen Gletscherentwicklung in den Ostalpen zugewendet haben, desto größere Notwendigkeit haben sie darin gesehen, auch die Westalpen in diese Untersuchungen miteinzubeziehen. Das Werk hat sich in weiterer Folge zu einer Darstellung der gesamten Alpen im Eiszeitalter entwickelt. August Böhm ist dieser Ausdehnung der Arbeit zu diesem Thema jedoch nicht gefolgt und hat im Einverständnis mit der Sektion Breslau des Deutschen und Österreichischen Alpenvereins den von ihm bearbeiteten Teil der Preisaufgabe (die Gletscher der Mur und Mürz) im Jahr 1900 veröffentlicht.
Diese Ausdehnung des Untersuchungsgebietes habe sich jedoch durchwegs als wichtiger Umstand erwiesen, da die Untersuchung von Alpentälern der Westalpen Pencks und Brückners Ansichten festigte, die Übertiefung der Alpentäler seien durch eiszeitliche Gletscher entstanden und dies in gleichen Stadien erfolgte. Die Feldbeobachtungen führten sie nach Einzelgebieten aufgeteilt getrennt durch, wobei in regelmäßigem Austausch über die Ergebnisse der jeweiligen Untersuchungen berichtet wurde. Unterstützend zur Seite standen ihnen Freunde und Kollegen, u. a. Adolf Emanuel Forster, Johann Müllner oder Hermann Lautensach.
Die Untersuchungen zu diesem Werk haben sich über mehr als zwei Jahrzehnte erstreckt, da sowohl Penck (Universität Berlin) als auch Brückner (Universität Wien) als Professoren tätig waren und sie durch ihre beruflichen Pflichten lediglich in ihren akademischen Ferien Zeit für die umfangreichen Feldarbeiten fanden. Ein Großteil dieser Arbeiten erfolgte auf eigene Initiative und Kosten.
Die Alpen im Eiszeitalter erschien auf 1200 Seiten im Tauchnitz Verlag und wurde in insgesamt 11 Lieferungen ausgegeben:
| Lieferung | Seiten    | Datum      |
| --------- | --------- | ---------- |
| I         | 1–112     | Dez. 1901  |
| II        | 113–224   | Feb. 1902  |
| III       | 225–336   | Jun. 1902  |
| IV        | 337–448   | Sept. 1902 |
| V         | 449–560   | März 1903  |
| VI        | 561–672   | Mai 1904   |
| VII       | 673–784   | Feb. 1905  |
| VIII1     | 785–832   | Apr. 1906  |
| VIII2     | 833–896   | Jul. 1907  |
| IX1       | 897–960   | Apr. 1908  |
| IX2       | 961–1008  | Jul. 1908  |
| X1        | 1009–1056 | Okt. 1908  |
| X2        | 1057–1120 | Nov. 1908  |
| XI        | 1121–1200 | Dez. 1908  |

Das Werk beinhaltet insgesamt 156 Abbildungen, 30 Tafeln und 19 Karten. Darin werden 547 verschiedene Autoren zitiert. Es erschien ausschließlich deutschsprachig in insgesamt 3 Bänden, die jedoch eine fortlaufende Seitennummerierung und einen gemeinsamen Index aufweisen. Penck und Brückner widmen ihr Werk James Geikie.

## Inhalt

### Band I: Die Eiszeiten in den nördlichen Ostalpen
Im ersten Band, der vollständig von Albrecht Penck verfasst wurde, werden nach einer kurzen Darstellung der Problematik und der angewandten Untersuchungsmethoden, sowie eines kurzen AbRisses der wichtigsten Merkmale im nördlichen Teil der Ostalpen, zunächst auf die Schottervorfelder und Entwässerungslinien der glazialen Entwässerung im Alpenvorland eingegangen. Darauf folgend werden die Moränengürtel sowie die Nährgebiete der Gletscher erörtert. Die Übertiefung der Täler wird in Bezug auf das Inntalsystem sehr ausführlich besprochen und die Gründe für die Übertiefung durch Gletschererosion kurz erörtert.
In den nördlichen Ostalpen hat Penck zum ersten Mal die Komplexität der Vergeltscherungsgeschichte herausgearbeitet, und zwar vor allem durch die Untersuchung der Auswaschungserscheinungen durch die Gletscherentwässerung. Er hat festgestellt, dass es vier verschiedene alte glaziofluviale Schotterablagerungen gibt, von denen jede mit einer Driftschicht verbunden ist. Diese Schottervorkommen bezeichnet er als Ältere Deckenschotter, Jüngere Deckenschotter, Hochterrassen und Niederterrassen und kennzeichnen die Periodizität der glazialen Talbildung, während die zugehörigen zeitlichen Stadien Günz, Mindel, Riss und Würm genannt werden, wobei die Namen von Typuslokalitäten im Alpenvorland entstammen.
Das relative Alter der Sedimentablagerungen jeder Vergletscherung wird durch eine Untersuchung des relativen Ausmaßes der glazifluvialen Prozesse bestimmt, die durch Erosion, Sedimentation und Verwitterung seit ihrer Ablagerung vonstattengehen. Die ersten beiden Vergletscherungen liegen viel weiter zurück als die letzten beiden und bilden die so genannte ältere Gruppe, während die Riss- und die Würm-Vereisung die jüngere Gruppe bilden. Die Sedimentablagerungen der Rissvereisung deuten darauf hin, dass sie mehr als doppelt so alt sind wie jene der Würm-Vereisung, die Mindel-Vereisung mindestens zwölfmal so weit zurückliegt als jene der Würm, während die Günz als etwa anderthalbmal so alt wie die Mindel angesehen wird, wobei die Daten für die Schätzung ihres Alters eher unvollkommen sind. Die hier vorgenommene Einteilung hat sich für das gesamte Alpengebiet bewährt.
In diesem ersten Band hebt Penck die geringfügigen Schwankungen der letzten Würm-Vereisung deutlich hervor. Für jede vom Eis verursachte Schwankung verwendet er den Begriff Stadium und beschreibt derer drei, die zwischen dem Höchststand der Würm-Vereisung und den Grenzen der gegenwärtigen Vereisung liegen: nämlich das Bühl-Stadium, das Gschnitz-Stadium und das Daun-Stadium. Diese Stadien lassen sich auch in vielen anderen Teilen der Alpen unterscheiden. In diesem ersten Band wird auch kurz auf die interglazialen Ablagerungen und die Schwierigkeiten ihrer Interpretation eingegangen. Die Autoren sind es gewohnt, die Ablagerungen als Interstadial und nicht als Interglazial einzustufen, es sei denn, es gibt eindeutige Beweise dafür, dass sie in einem viel wärmeren Klima abgelagert wurden, als es für ein Gletscherstadium angemessen wäre. Wenn zum Beispiel Pflanzen des warmen Klimas in den Ablagerungen gefunden werden, wie in der Höttinger Brekzie bei Innsbruck, werden die Ablagerungen mit Sicherheit einer Interglazialzeit zugeordnet.

### Band II: Die Eiszeiten in den nördlichen Westalpen
Im zweiten Band, der sich mit der Vergletscherung der nördlichen Westalpen befasst, behandelt Brückner die Gletscher der Schweiz, während Penck den Rheingletscher und den Teil des Rhonegletschers in Frankreich sowie den Isère-Gletscher thematisiert. Penck geht auch auf die quartäre Fauna und den paläolithischen Menschen auf der Alpennordseite ein. 
Die vier Gletscherstufen, die im ersten Band vorgestellt wurden, sind in dem vom zweiten Band abgedeckten Gebiet deutlich vertreten, doch sie beschreiben Unterschiede in der relativen Ausdehnung der Riss- und der Mindelvereisung in den beiden Gebieten. In den Ostalpen reichen die Moränen der Mindelvereisung im Allgemeinen über die Grenzen der Rissvereisung hinaus, während in den Westalpen die Rissvereisung in der Regel ein größeres Ausmaß an Vereisung markiert. Beide Vergletscherungen seien jedoch umfangreicher gewesen als jene der Würm und der Günz.
Die Westalpen stellten sich zudem als außerordentlich günstig heraus, um die Beziehungen der quartären Fauna zur Vergletscherung, aber auch den paläolithischen Menschen zu untersuchen. Der Wandel der eiszeitlichen Fauna ist eng mit dem Wechsel von glazialen zu interglazialen Bedingungen verbunden. Auf der Nordseite der Alpen gab es eine arkto-alpine Fauna, die durch das Mammut, das Wollnashorn und das Rentier gekennzeichnet ist, und eine interglaziale Fauna, die durch Elefanten, das Waldnashorn und den Hirsch gekennzeichnet ist. Die geografische Ausdehnung der Orte, an denen ein gewisser Typus von Fauna vorkommt, bietet eine Grundlage für die Korrelation ihrer Vorkommen mit den Stadien der Eiszeit.
Die ältere Fauna reicht etwa bis an die Grenzen der Rissvereisung, während die jüngere Fauna bis an die Grenzen der Würm-Vereisung heranreichen. Das Stadium der menschlichen Kultur, das zur Zeit des Riss-Würm-Interglazials vorherrschte, wird als Moustérien bezeichnet. Am Ende der Würm-Eiszeit hatte sich die Kultur über das Solutréen zum Magdalénien weiterentwickelt. Große Teile des zweiten Bandes befassen sich mit dem Zusammenhang des Auftretens des Menschen sowie entsprechender Fauna in Gebieten, die nur während eines Interstadials besiedelt sein konnten, um so Rückschlüsse auf die Ausdehnung und die zeitlichen Abfolge von Vergletscherungen herzustellen.

### Band III: Die Eiszeiten in den Südalpen und im Bereich der Ostabdachung der Alpen
Im dritten Band werden die Durance und mehrere kleine Gletscher auf der Westseite der Südalpen sowie die Gletscher auf der Ostseite dieser Alpen von Penck behandelt. Die Gletscher auf der Südseite der Alpen in Norditalien werden zum Teil von Bruckner behandelt. Von den Gletschern der Ostalpen wird der Savegletscher von Brückner behandelt, während die Drau und die Gletscher des Murgebiets von Penck behandelt werden. Der Schluss, der eine Zusammenfassung der physiographischen und klimatischen Verhältnisse sowie die Chronologie der Eiszeit enthält, stammt von Penck.
Die Moränen, die sich an den Rändern der Po-Ebene in Norditalien gebildet haben, erreichen enorme Ausmaße, wobei eine am Rande des Dora-Baltea-Gletschers eine Höhe von etwa 500 Metern über der von ihm eingeschlossenen Tiefebene erreicht, während diejenigen an den Rändern des Gardasees eine noch größere Höhe erreichen. Penck zeigt, dass die große Moräne des Dora Baltea, wie auch die mehrerer anderer Gletscher, hauptsächlich vor der letzten oder Würm-Vergletscherung entstanden ist. Dies war auch auf der Alpennordseite der Fall, ist aber in dieser Region nicht so klar herausgearbeitet worden, obwohl die Auswaschungen in den früheren Stadien auf eine stärkere Vergletscherung hinweisen, als sie im Würm-Stadium der Vergletscherung erreicht wurde. In der Schlussfolgerung, die 36 Seiten umfasst, werden mehrere Punkte deutlicher dargestellt. Dazu gehören: (i) Die Schneegrenze der verschiedenen Eiszeiten im Vergleich zu heute; (2) die Ursachen für das Absinken der Schneegrenze; (3) der Unterschied zwischen Schnee- und Waldgrenze in der Eiszeit; (4) die Lage der Schneegrenze auf der Gletscheroberfläche und die Bedingungen des Nähr- und Zehrgebiets; (5) die Geschwindigkeit der Alpengletschervorstöße in der Eiszeit; (6) das Aussehen der verschiedenen Teile der Alpen in der Eiszeit; (7) der Charakter der Fauna und Flora auf der Nordseite der Alpen; (8) der Löss; (9) die klimatischen Veränderungen während der Eiszeit; (10) die absolute Dauern des Postglazials sowie der gesamten Eiszeit. 
Penck vermutet, dass der Löss vor einer Vergletscherungsphase in einer Art Tundra mit spärlicher Vegetation abgelagert wurde. Dass der Löss des Riss-Würm-Inderglazials der Würm-Vereisung unmittelbar vorausging, wird durch den Charakter der an seiner Basis gefundenen Artefakte deutlich. Sie sind eng mit jenen verwandt, die der Würm-Eiszeit in die Gegenwart nachfolgten. Zur absoluten Dauer der Nach-Würm-Zeit und der gesamten Eiszeit versucht Penck nur Daten vorzulegen, die eine ungefähre Größenordnung angeben sollen. Aus der Schätzung von Albert Heim über die Wachstumsrate des Muotadeltas und ähnlichen Schätzungen in anderen Teilen der Alpen geht hervor, dass das Bühl-Stadium der Würm-Eiszeit vor zwischen 16.000 und 24.000 Jahren erreicht wurde. Er ging also davon aus, dass der Höhepunkt der Würm-Eiszeit vor etwas mehr als 20.000 Jahren erreicht wurde.
Basierend auf seinen Interpretationen zur Erosion, Sedimentation und Verwitterung musste die Riss-Eiszeit zumindest dreimal so lange, die Mindel-Eiszeit zwölf Mal so lange zurück liegen, weshalb seiner Einschätzung nach die Riss-Eiszeit vor 60.000 und die Mindel-Eiszeit vor 240.000 Jahren ihren Höhepunkt erreicht haben muss. Die Abbildungen, die das Werk begleiten, umfassen viele Fotografien und mehrere Karten sowie zahlreiche Diagramme. Unter den Karten sind die des Etschgletschers und des Moränenamphitheaters des Gardasees, sowie die Karte des Draugletschers und seiner Nachbarn am vollständigsten, da sie die oberen Grenzen der Vergletscherung anhand von Höhenlinien angeben. Die Daten für solche Karten sind mit einem enormen Arbeitsaufwand verbunden, der nicht auf das gesamte Alpengebiet ausgedehnt werden konnte. In der Regel erforderte jede Bestimmung der Obergrenze der Vergletscherung einen ganztägigen Aufstieg. 